# ¡Dame un poco de amooor...!
¡Dame un poco de amooor...! es una película española de animación tradicional y música lanzada en 1968 que mezcla imagen real con la animada, y protagonizada por el grupo Los Bravos. Toma su nombre a partir de la canción Bring a Little Lovin'.

## Argumento
Mike,  vocalista de Los Bravos, es secuestrado por el villano chino Chou-Fang, un seguidor de las doctrinas de Fu-Manchú. El objetivo de Chou-Fang es dominar el mundo por medio de una fórmula química cuyo secreto conoce un anciano científico. La hija del profesor, Chin Sao-Ling, acude a Mike en busca de ayuda y lo involucra en la peligrosa trama.

## Producción
Las partes animadas de la película se realizaron mediante un sistema inventado por el director Francisco Macián y llamado 'technofantasy', que consiste en dibujar los fotogramas de escenas ya rodadas con personajes reales.